# Burning From The Inside
Burning From The Inside är det fjärde studioalbumet från det brittiska gothrockbandet Bauhaus, släppt 1983.
Under inspelningen av albumet var sångaren Peter Murphy svårt sjuk, och resten av bandet skötte mycket av musikskrivandet och inspelningsprocessen. Som bevis på hur mycket bandmedlemmarna bidrog till skivan så står basisten David J och gitarristen Daniel Ash även för sången på flera av låtarna. Detta, i kombination med faktumet att bandet började inspelningen utan Murphy, ledde till slitningar i gruppen, och då albumet släpptes hade gruppen redan splittrats.
En video producerades för singeln She's in Parties.

## Låtlista

### Sida 1
1. "She's in Parties" 5:46
2. "Antonin Artaud" 4:09
3. "Wasp" 0:21
4. "King Volcano" 3:29
5. "Who Killed Mr. Moonlight" 4:54

### Sida 2
1. "Slice of Life" 3:43
2. "Honeymoon Croon" 2:52
3. "Kingdom's Coming" 2:25
4. "Burning from the Inside" 9:19
5. "Hope" 3:16

## Medverkande
- Peter Murphy – sång, gitarr
- Daniel Ash – gitarr, sång
- David J – bas, sång
- Kevin Haskins – trummor